# Anupshahr
Anupshahr là một thành phố và là nơi đặt ban đô thị (municipal board) của quận Bulandshahr thuộc bang Uttar Pradesh, Ấn Độ.

## Địa lý
Anupshahr có vị trí 28°22′B 78°16′Đ / 28,37°B 78,27°Đ Nó có độ cao trung bình là 182 mét (597 feet).

## Nhân khẩu
Theo điều tra dân số năm 2001 của Ấn Độ, Anupshahr có dân số 23.676 người. Phái nam chiếm 53% tổng số dân và phái nữ chiếm 47%. Anupshahr có tỷ lệ 57% biết đọc biết viết, thấp hơn tỷ lệ trung bình toàn quốc là 59,5%: tỷ lệ cho phái nam là 64%, và tỷ lệ cho phái nữ là 49%. Tại Anupshahr, 15% dân số nhỏ hơn 6 tuổi.